# Kinneil House

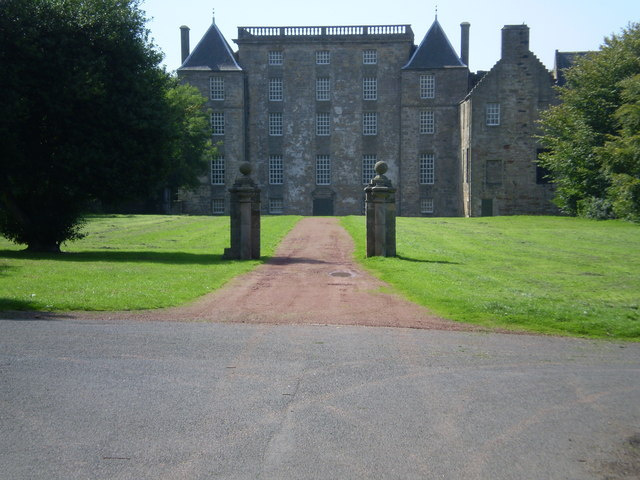
Kinneil House

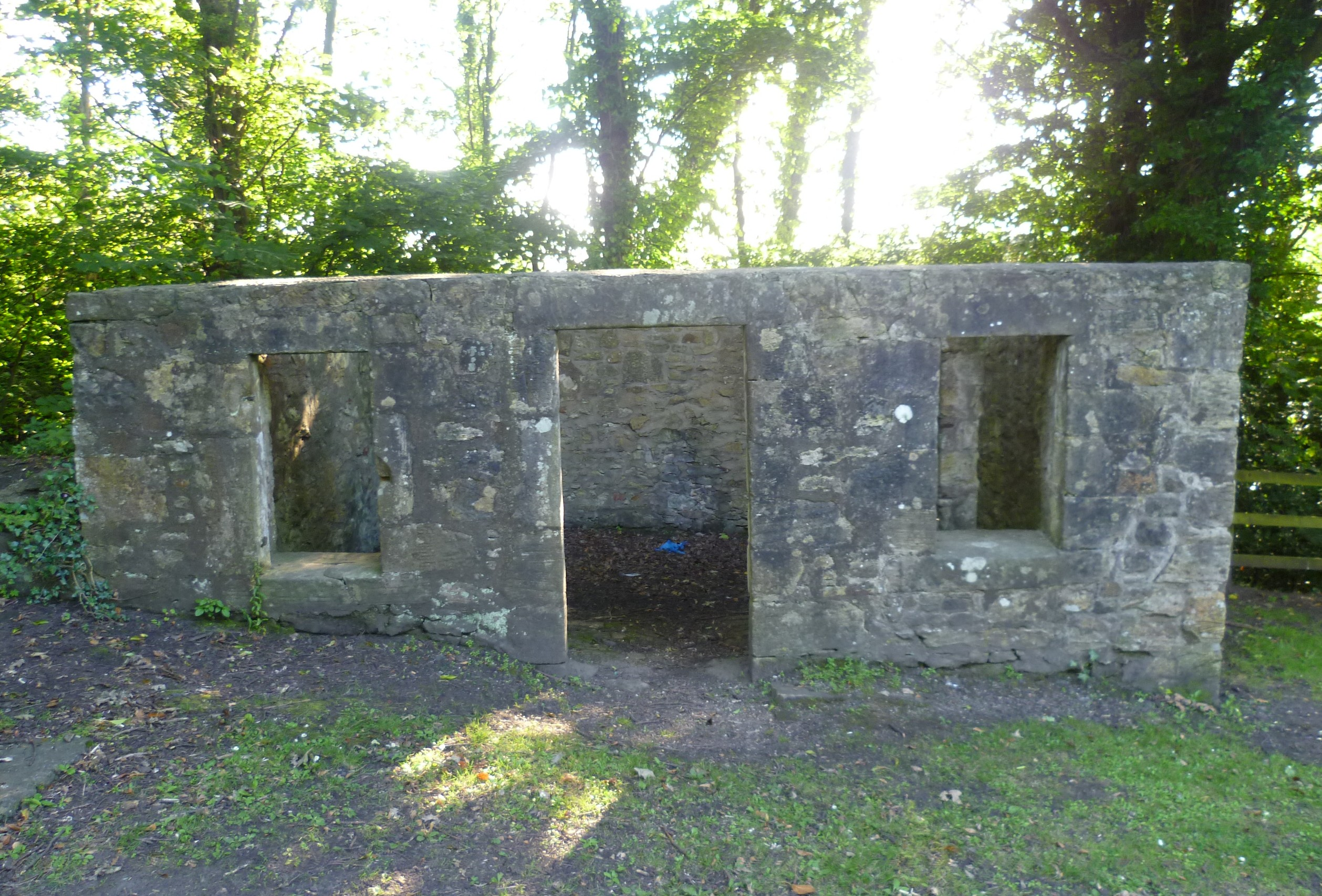
Werkstatt von James Watt

Kinneil House ist ein Herrenhaus am Westrand der schottischen Stadt Bo’ness in der Council Area Falkirk. 1971 wurde das Bauwerk in die schottischen Denkmallisten zunächst in der Kategorie B aufgenommen. Die Hochstufung in die höchste Kategorie A erfolgte 2006. Eine zusätzliche Einstufung als Scheduled Monument wurde 2017 entfernt.

## Geschichte
Gegen Ende des 13. Jahrhunderts sprach der spätere König Robert I. Walter fitz Gilbert of Cadzow, der älteste bekannte Vorfahr des Clans Hamilton, die Ländereien im damaligen West Lothian zu. In den 1470er Jahren ließ James Hamilton, 1. Lord Hamilton dort ein Tower House errichten. Nachdem James Hamilton, 2. Earl of Arran als Regent für die minderjährige Königin Maria Stuart eingesetzt wurde, ließ er Kinneil House um 1550 ausbauen. Im Zuge der Auseinandersetzungen nach dem Sturz der Königin ließ James Douglas, 4. Earl of Morton das Gebäude angreifen und zu großen Teilen mit Schwarzpulver sprengen. Einige erhaltene Fragmente sind jedoch noch heute in Kinneil Castle integriert. Der Nordteil der Ruine wurde als L-förmiges Tower House wiederaufgebaut. Teile dieses Bauwerks sind heute noch im Nordteil des Gebäudes erhalten.
Sein heutiges Aussehen erhielt Kinneil House als Anne Hamilton, 3. Duchess of Hamilton zwischen 1677 und 1688 umfangreiche Umbauarbeiten und Ergänzungen vornehmen ließ, um einen Sitz des Hauses Hamilton zu schaffen. Hierbei wurden bereits vorhandene ruinöse Fragmente in den Neubau integriert. So sind an der fensterlosen Rückseite noch Schießscharten des ursprünglichen Gebäudes zu finden. Weitere geplante Anbauten wurden schließlich nicht mehr durchgeführt.
Im 18. Jahrhundert wurde Kinneil House verpachtet. Zu den Pächtern zählte mit John Roebuck auch ein bedeutender Kopf der industriellen Revolution. Nachdem er von James Watts Erfindung der Dampfmaschine gehört hatte, bot er ihm Räumlichkeiten auf dem Anwesen zur Weiterentwicklung seiner Erfindung an. Watt nahm das Angebot an und arbeitete für einige Zeit auf Kinneil House. Später pachtete der Philosoph Dugald Stewart das Anwesen. Noch bis 1936 verblieb das Gebäude in Besitz des Clans Hamilton, als es an die Stadt Bo’ness verkauft wurde. Ursprünglich sollte das Herrenhaus niedergerissen werden. Als nach begonnenen Arbeiten jedoch religiöse Decken- und Wandgemälde aus dem 16. und 17. Jahrhundert entdeckt wurden, ließ man von dem Vorhaben des Abrisses ab. Nur das L-förmige Tower House wurde abgerissen.